# 弗卢代斯
弗卢代斯（法語：Floudès，法語發音：[fludɛs]）是法国吉伦特省的一个市镇，属于朗贡区。

## 地理
弗卢代斯（44°34'21"N, 0°4'2"W）面积3.7 平方千米，位于法国新阿基坦大区吉倫特省，该省份为法国西南部沿海省份，是法國本土面积最大的省，北起滨海夏朗德省，西临大西洋，南至朗德省，东南接洛特-加龍省，东临多爾多涅省。
与弗卢代斯接壤的市镇（或旧市镇、城区）包括：拉雷奥勒、巴萨讷、巴里、布莱尼亚克、丰泰、德罗河畔吉伦特、皮巴尔邦。
弗卢代斯的时区为UTC+01:00、UTC+02:00（夏令时）。

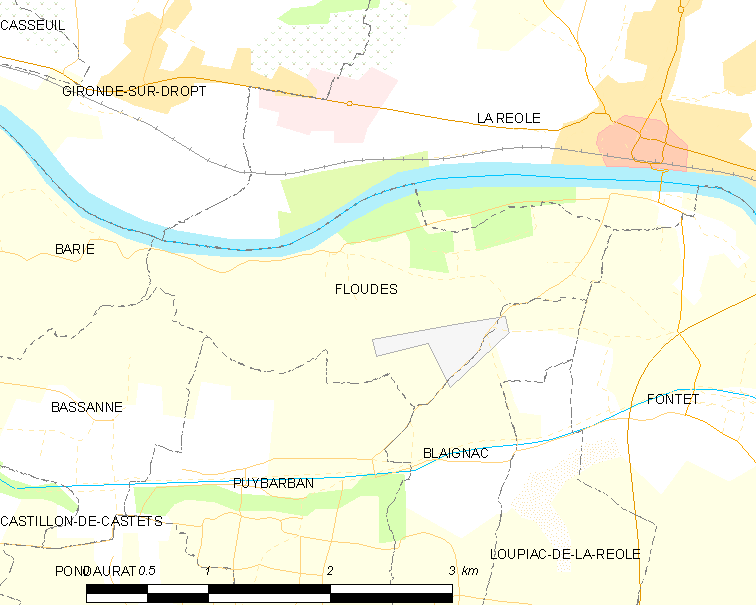
弗卢代斯的OSM定位图

## 行政
弗卢代斯的邮政编码为33190，INSEE市镇编码为33169。

## 政治
弗卢代斯所属的省级选区为勒雷奥莱-莱巴斯蒂德县。

## 人口

1962-2008年间弗卢代斯人口变化图示

弗卢代斯于2022年1月1日时的人口数量为106人。